# Безуглий Ігор Вікторович
Ігор Вікторович Безуглий (19 липня 1956, Луцьк — 5 серпня 2020) — колишній футболіст, футбольний суддя та функціонер. Голова Федерації футболу Волині (1988—2009).

## Життєпис
Освіта — Луцький педагогічний інститут ім. Лесі Українки, факультет фізичного виховання (1973—1977).
Грав за луцькі команди «Торпедо-2» (1971), «Буревісник» (1974), «Торпедо» (1975—1976), «Прилад» (1977—1979, 1983), а також за «Локомотив»/«Колос» Ківерці (1980—1982).
Як гравець тричі перемагав у чемпіонаті Волинської області (1977, 1978, 1979) і чотири рази здобував Кубок області (1974, 1977, 1978, 1979).
З 1979 по 1988 — тренер з футболу дитячо-юнацьких і аматорських команд.
З 1988 по 1994 рік головний інструктор обласного спорткомітету, голова Федерації футболу Волині на громадських засадах; від 1994 року — голова Федерації футболу Волині (штатна посада).
Суддя республіканської та національної категорії. Обслуговував матчі вищої ліги України.
Нагороди: почесна відзнака «За активну громадську діяльність» Міністерства України у справах сім'ї, молоді та спорту.
Одружений, має доньку.
Помер 5 серпня 2020 року.